# Behov
Behov betyder ifølge 'Ordbog over det Danske Sprog':
"det at trænge til eller have nødvendig brug for, behøve noget; trang (til noget, som ikke godt kan undværes); fornødenhed." Et behov er altså noget som skal tilfredsstilles for at noget kan overleve, blive ved med at eksistere, vokse eller udvikle sig. For at et behov kan blive tilfredsstillet kræver det motivation og handling.

## Hvordan manifesterer behov sig?
En cykelslange kan behøve (dvs. have behov for) luft. Det er vel egentlig brugeren af cyklen, der har behov for, at der er luft i slangerne. Cyklen oplever i al fald
ikke noget behov. På samme måde kan vi tilskrive andre mennesker behov, som de
ikke selv oplever eller er enige i. F.eks. kan en arbejdsgiver eller en lærer måske
have et andet begreb om ens uddannelsesbehov eller informationsbehov, end man selv har og en læge kan have et andet begreb om ens medicinbehov (eller motionsbehov) end man selv oplever.
Behov manifesterer sig således ikke nødvendigvis i bevidstheden. Behov er snarere noget man implicerer eller deducerer ud fra givne ønsker og mål. 
Begrebet behov optræder inden for mange videnskabelige discipliner.

## Biologi
Ofte optræder begrebet behov, når der tales om biologiske nødvendigheder for livets opretholdelse.

## Sociologi og Samfund
Man taler inden for sociologien om sande og kunstige behov. De sande behov skal forstås som de rent biologiske behov,
og de kunstige behov skal forstås som de behov, forbrugerindustrien forsøger at få os til at følge. Eksempler på kunstige
behov kan ses i hele modeindustrien og i fødevareindustriens "functional food" koncept.
Også indtagelse af rusmidler betragtes som et kunstigt behov.

## Information- og viden
Inden for Biblioteks- og informationsvidenskab taler man om informationsbehov, der er beslægtet med uddannelsesbehov.

## Psykologi
Psykologisk set skelnes der mellem medfødte og tillærte behov. Maslows behovspyramide, udviklet af Abraham Maslow, er en model inden for den humanistiske psykologi .

## Psykoterapi
Inden for psykoterapien kan et behov betragtes som en søgen efter en ligevægtstilstand i krop og sind.

## Sundhedsfagligt

### Social – og Sundhedsfagligt
Maslows behovspyramide er en model til at betragte behov på ud fra mangelbehov og vækstbehov.
Den er brugt som grundlæggende model inden for social- og sundhedssektoren, hvor igennem det uddannede
personale kan evaluere den enkelte patient eller borgers behov for hjælp.

### Sygeplejeplejefagligt
Der findes inden for sygeplejen flere forskellige behovsteoretikere, der hver især søger at definere patientens behov. Disse kan være hierarkisk ordnet, som hos Maslow, eller ligeværdigt sidestillede, ligesom både fysiske, psykiske, sociale/kulturelle og åndelige/religiøse behov kan indgå. Nogle af disse teorier tager udgangspunkt i Maslow, mens andre søger at nytænke begrebet eller dets anvendelse.

### Lægefagligt
For at kurere sygdom og fremme sundhed betragtes behov oftest som naturvidenskabeligt identificérbare faktorer, der kan påvirkes i positiv eller negativ retning. 

### Psykiatri
Inden for psykiatrien skal behov betragtes, som de forskellige motiver, der ligger bag de handlinger, der får et menneske til at
søge at opretholde en normal livsudvikling. Er målet nået og ligevægten er oprettet, så er behovet tilfredsstillet.
En psykiater fokuserer primært på det medicinske behov i forhold den diagnose, som klienten har.